# Roger Mas
Roger Mas i Solé (Solsona, 1975) és un cantautor català.

## Biografia
Inicia estudis de música i instrument als 5 anys de la mà del seu avi, Joan Solé i Costa. Comença l'activitat artística als 12 anys com a clarinetista i saxofonista. A partir del 1994 investiga les diverses expressions musicals del món sota el mestratge de Luis Paniagua.

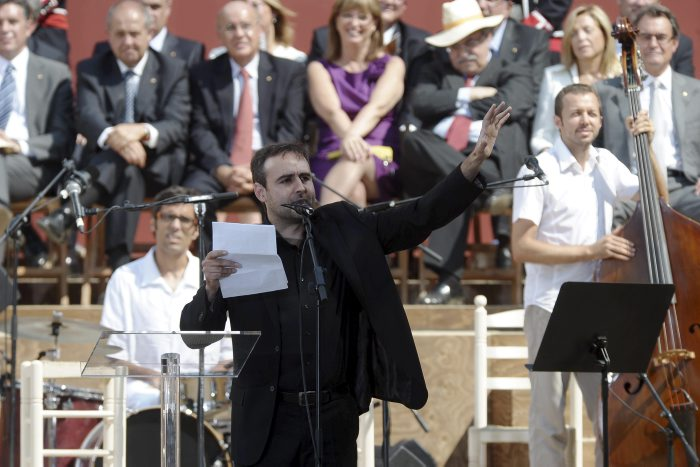
Roger Mas a l'acte institucional de la Diada Nacional de Catalunya de 2012.

L'any 1996, el Premi Èxit de Catalunya Ràdio representa el tret de sortida de la seva carrera com a cantautor. Des d'aleshores, onze discos, diversos premis rebuts per cada nou treball i l'ampli reconeixement de la crítica el converteixen en una figura de la cançó.
La seva música està inspirada en tres pilars: les músiques modernes, la d'arrel i els sons ancestrals del món. En les seves lletres mescla la llengua del carrer, la literària i els parlars que es van perdent. Se l'ha considerat «la veu més bonica que ha donat mai la cançó catalana» (Mingus B. Formentor, La Vanguardia) i en els últims temps ha actuat en països com França, Cuba, Itàlia, Uruguai, Sèrbia, els Estats Units, Hongria o el Brasil.
Ha estat guardonat amb més d'una vintena de premis i la seva discografia inclou els títols Les flors del somni (1997), Casafont (1999), En el camí de les serps i els llangardaixos blaus fluorescents cap a la casa de vidre de la Senyora dels Guants Vermells (2001), dp (2003), Mística domèstica (2005), Les cançons tel·lúriques (2008), A la casa d'enlloc (2010) i Roger Mas i la Cobla Sant Jordi – Ciutat de Barcelona (2012).
L'any 2013 va guanyar el premi sardanista Rotllana (atorgat per la Federació Sardanista de les Comarques de Lleida), per combinar la música moderna amb la tradicional i els sons antics de bona part del món, amb lletres que són una barreja del llenguatge de carrer i les expressions literàries i ancestrals.

## Discografia
| data | títol | segell                 | premis i reconeixements |
| ---- | --- | ---------------------- | --- |
| 1997 | Les Flors del Somni | Picap                  | - Premi Altaveu a la millor lletra de cançó per Llums de colors |
| 1999 | Casafont | Picap                  | - Premi Cerverí de Girona a la millor lletra de cançó per Cor pur - Premi Enderrock de la crítica al millor disc de cançó d'autor del 1999 - Premi Enderrock per votació popular al millor disc de cançó d'autor del 1999 |
| 2001 | Roger Mas & Les Flors en el camí de les serps i els llangardaixos blaus cap a la casa de vidre de la Senyora dels Guants Vermells | Picap                  | - Premi Enderrock de la crítica al millor disc de cançó d'autor del 2001 |
| 2003 | dp | K Indústria Cultural   | - dp és reconegut com el Millor disc de l'any pel diari AVUI - Finalista del VI Premi Puig-Porret del periodisme musical de Catalunya, guanyador en la categoria de cançó - Premi Enderrock de la crítica al millor disc de cançó d'autor del 2003 - Finalista del VII Premi Puig-Porret del periodisme musical de Catalunya, guanyador en la categoria de cançó             |
| 2005 | Mística domèstica | K Indústria Cultural   | - Premi ARC en la categoria cançó d'autor - Premi Altaveu pel disc Mística domèstica - Premi Enderrock de la crítica al millor disc en català del 2005 - Premi Enderrock de la crítica al millor disc de cançó d'autor del 2005 - Finalista del IX Premi Puig-Porret del periodisme musical de Catalunya, guanyador en la categoria de cançó                                 |
| 2008 | Les cançons tel·lúriques | K Indústria Cultural   | - XI Premi Puig-Porret del periodisme musical de Catalunya - Premi Enderrock de la crítica al millor disc en català del 2008 - Premi Enderrock de la crítica al millor disc de folk del 2008 - Premi Enderrock per votació popular al millor directe de folk del 2008 - Premi ARC'09                                                                                         |
| 2010 | A la casa d'enlloc | Satélite K             | - Premi ARC'10 |
| 2012 | Roger Mas i la Cobla Sant Jordi - Ciutat de Barcelona                                                                             | Sant Jordi Produccions | - Premi Martí i Pol'12 - Premi Enderrock de la crítica al millor disc en català del 2012 - Premi Enderrock per votació popular al millor disc de folk del 2012 - Premi Enderrock per votació popular al millor directe de folk del 2012 - Premi Enderrock per votació popular a la millor cançó de folk del 2012 per El dolor de la bellesa - Premi sardanista Rotllana 2013 |
| 2015 | Irredempt | Satélite K             | - Premi Enderrock per votació popular a la millor cançó d'autor del 2015 |
| 2018 | Parnàs | Satélite K             | |
| 2021 | Totes les flors | Satélite K             | |
| 2024 | Roger Mas i la Cobla Sant Jordi Ciutat de Barcelona · Vol 2                                                                       | Satélite K             | |

## Llibres
- Flors, somnis, camins i serps (poemes i cançons) 1998
- La teulada és oberta i no sé on són les parets (contes i prosa poètica) 2000 edició: ISBN 8495304104
- Silvae Cataloniae Interioris fotos de Carles Santana amb trossos de cançons de Roger Mas, CTFC 2010
- La pell i l'os (biografia), de Francesc Bombí-Vilaseca,. Satélite K 2011
- El dolor de la bellesa (cançons i textos autobiogràfics). Empúries, 2017. ISBN 978-84-16367-93-1